# Grupo Ruas

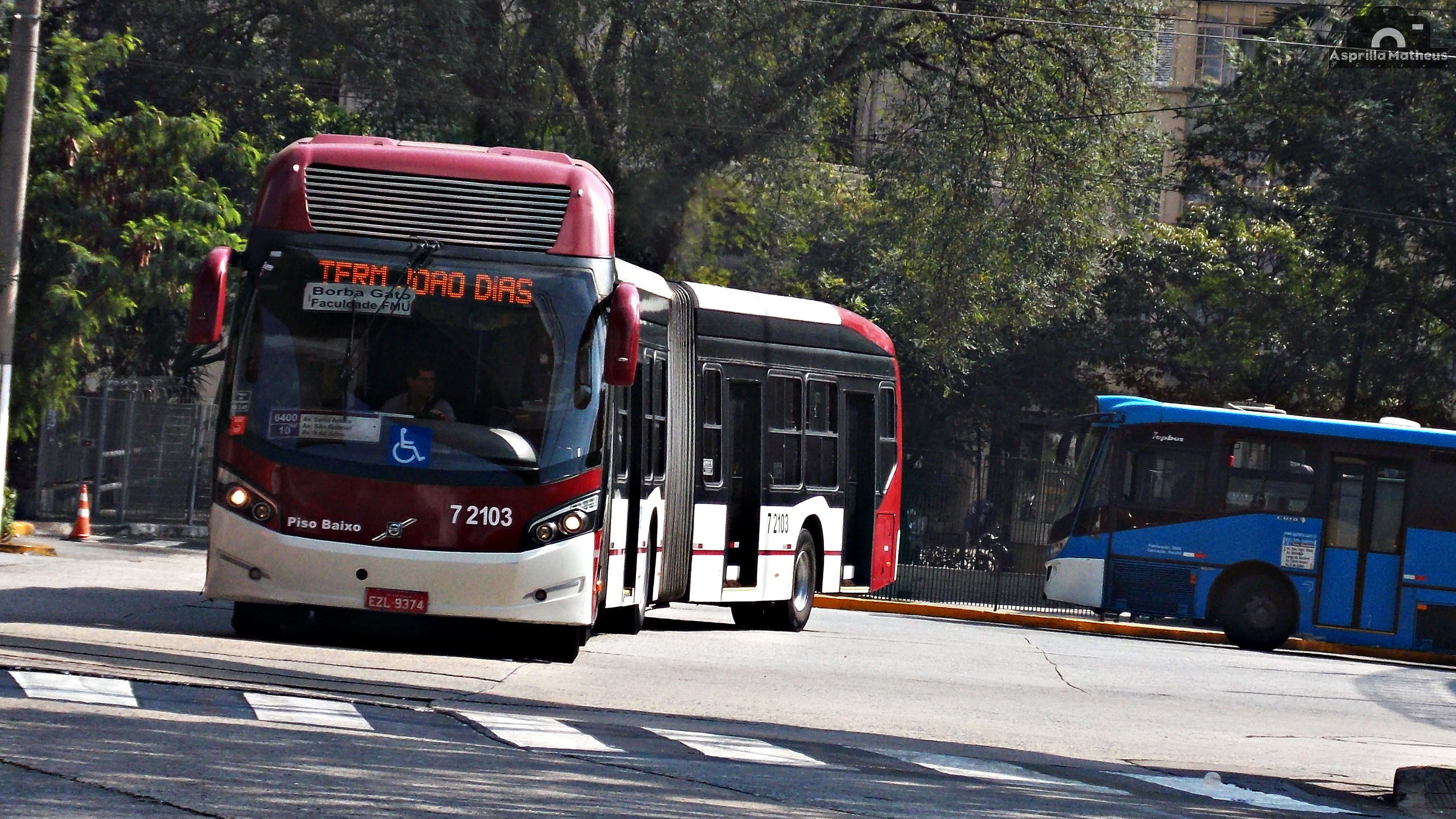
Viação Campo Belo, pertencente ao Grupo Ruas

O Grupo Ruas é um grupo empresarial brasileiro de transportes urbanos, fundado em 1961, pelo imigrante português (depois naturalizado brasileiro) José Ruas Vaz. Atualmente o conglomerado possui mais de 30.000 funcionários e tem participação em mais de 50 empresas.
A companhia tem sede na cidade de São Paulo, mas também atua em outras cidades, como Guarujá, Bertioga, Santos, São Vicente, Sorocaba, Votorantim entre outras. Entre os anos de 1961 e 1984, adquiriu 16 empresas de ônibus no estado de São Paulo.
O grupo ganhou espaço no final do mandato de Marta Suplicy na prefeitura de São Paulo, e hoje detêm a maior parte da frota de ônibus da cidade com mais de 6.800 ônibus, cerca de 53% da frota da capital paulista. Em 2012, a Prefeitura de São Paulo repassou ao Grupo Ruas cerca de R$ 2,07 bilhões, o equivalente á 56% de todo o dinheiro que a prefeitura repassa como forma de pagamento aos empresários de ônibus que atuam na cidade.
Em 1º de fevereiro de 2019 iniciou as operações no transporte coletivo da cidade de Guarujá por meio da empresa City Transporte Urbano Intermodal numa concessão de 15 anos.
No dia 5 de março de 2020 a City Transportes Urbanos Intermodal, passou a se chamar City Transportes Urbano Global.
Na tarde do dia 20 de outubro de 2020 iniciou as operações no transporte coletivo da cidade de Bertioga, na Baixada Santista. Em abril de 2021 o lote 2 de linhas de ônibus de Sorocaba passou a ser operado pela City em caráter emergencial, em um prazo de 180 dias contados a partir da assinatura do contrato, em agosto foi a única empresa a apresentar propostas para o lote 2 do sistema de Sorocaba, ao final do contrato passou a assumir definitivamente o lote.
No dia 29 de maio de 2022 iniciou as operações emergencialmente no transporte coletivo da cidade de Votorantim, vizinha à Sorocaba.

## Empresas do grupo

### Participação acionária
Em 2004, o Grupo Ruas fundou a holding RuasInvest, que participa como sócia em outras companhias de diferentes segmentos:
- Participação em três grandes PPP’s (Parceria público-privada) do Transporte na Região Metropolitana de São Paulo, sendo elas: ViaQuatro, ViaMobilidade Linhas 5 e 17 e ViaMobilidade Linhas 8 e 9.
- CAIO Induscar, empresa encarroçadora de ônibus adquirida por um grupo de empresários em janeiro de 2001, onde e acionista majoritária.
- OTIMA, concessionária que administra a publicidade dos mais de 7.500 pontos de ônibus da cidade São Paulo.[5]
- Banco Luso Brasileiro, instituição financeira que atua no financiamento de ônibus para empresas.[6]

### Empresas de ônibus
- Viação Metrópole Paulista (antigas VIP Transportes Urbanos e Expandir Empreendimentos e Participações)
  - Unidade Itaim Paulista
  - Unidade A.E. Carvalho
  - Unidade Imperador
  - Unidade Iguatemi
  - Unidade Brás
  - Unidade M'Boi Mirim
  - Unidade De Pinedo
- Ambiental Transportes
- Via Sudeste Transportes (antiga Via Sul Transportes)
  - Unidade Cursino
  - Unidade Parque Novo Lar
- Viação Grajaú (antiga Viação Cidade Dutra)
- Viação Campo Belo
  - G1 - Estrada de Itapecerica
  - G2 - Carlos Lacerda
- City Transporte Urbano Global Ltda.
  - Unidade Guarujá
  - Unidade Bertioga
  - Unidade Sorocaba
  - Unidade Votorantim
- Viação Rápido Brasil
- Viação Ultra
- V.Tip

### Outras empresas
- Busscar
- Fiberbus (Empresa do grupo que fabrica peças como para-choques frentes traseiras entre outras partes utilizadas em ônibus)
- Inbrasp (Empresa que fabrica peças plásticas como bancos para-lamas e diversos outros produtos não só para a CAIO, como para dezenas empresas do setor automotivo como: FIAT, Ford, Caterpillar, Komatsu, entre outras)
- Divena Comerciais (Concessionárias Mercedes-Benz que comercializa caminhões, ônibus e vans, com unidades em Barueri, Diadema e Santos)
- Divena Automóveis (Concessionárias Mercedes-Benz, Jeep e RAM que comercializa veículos de luxo, com unidades em São Paulo e Santos)
- DVB Blindados (Blindadora, situada em Diadema)